# Jacob Truedson Demitz
Jacob Truedson Demitz (né Lars-Erik Jacob Ridderstedt le 13 août 1948) est un écrivain et metteur en scène de divertissements, américain d'origine suédoise.
Il a écrit un livre en 1996 sur les rois scandinaves et, sous le nom Lars Jacob, il a dirigé depuis 1972 des centaines de spectacles de cabaret undergrounds aux États-Unis et en Europe. Il a grandi dans l'Illinois, est retourné en Suède et a vécu ensuite pendant de longues périodes en Floride et en Californie.

## Biographie

### Origine et noms
Jacob Truedson Demitz est né à Örebro en Suède, de la chanteuse Birgit Ridderstedt et de C. Erik Ridderstedt. Arrivé pour la première fois aux États-Unis comme petit enfant, il a vécu à Chicago et près de Chicago jusqu'à l'âge de 13 ans. Les affaires d’importation de cadeaux et d'artisanat de son père et les entreprises de divertissement de sa mère lui ont donné tôt dès son enfance un environnement interculturel.
Ne voulant pas être confondu avec un oncle appartenant au clergé et nommé également Lars Ridderstedt, qui avait acquis une certaine célébrité en Suède, Demitz a décidé en 1969 d'utiliser le prénom Jacob. Ayant remarqué que les Américains avaient des difficultés avec le nom Ridderstedt de ses parents, il a adopté le nom de famille Demitz en 1980. Son nom à suffixe patronymique Truedson, ajouté en 1990, vient d'un arrière-grand-père de Scanie.

### Carrière d’écrivain

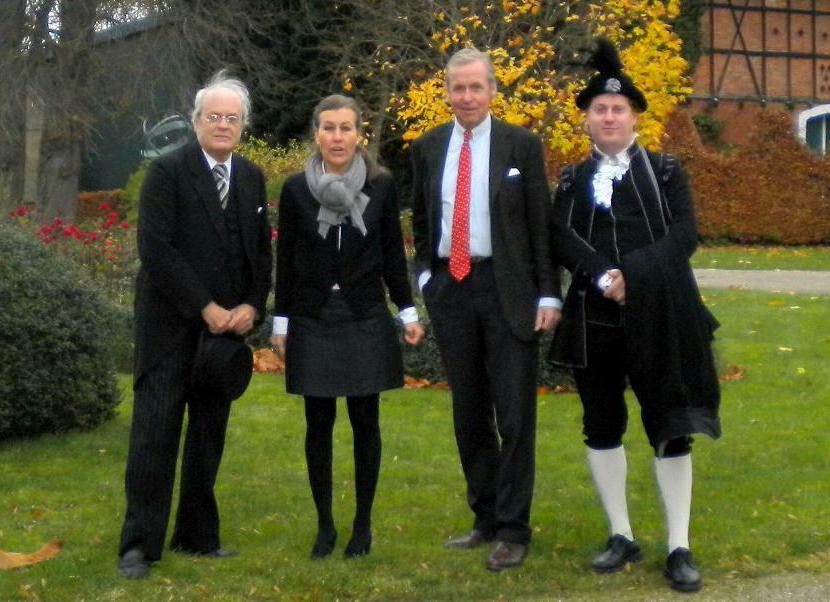
Jacob Truedson Demitz (à gauche) à une réunion avec le chef de l'ancienne maison d'Oldenbourg en Allemagne en 2010 ; à droite Emil Eikner portant le costume suédois conçu en 1778 par le roi Gustave III qui appartenait à cette dynastie.

Jacob Truedson Demitz a fait plus de 30 années de recherches sur Throne of a Thousand Years  (ISBN 91-630-5030-7), au sujet des monarques scandinaves avant sa publication en 1996. Comme ouvrage de référence, le livre a été inclus dans les collections de plus de 180 bibliothèques du monde entier, y compris la Bibliothèque nationale de France, la Bibliothèque municipale de Saint-Barthélemy (autrefois une colonie suédoise) et les bibliothèques nationales de 72 autres pays. Le livre est en rupture de stock depuis 2001. Une nouvelle version bien illustrée Centuries of Selfies a été publiée en 2020 avec des centaines d'images couleur du Nationalmuseum et une préface du Dr Ulf Sundberg.
Les nombreuses paroles de chansons de Demitz ont commencé à être publiées en 1970. En 2013-2014 CabarEng a publié des enregistrements avec plus de 50 de ces chansons, et en 2015 on a aussi publié une liste des mêmes chansons. Il a également écrit en tant qu'activiste des droits de l'homme, conduisant à la censure d'un des principaux magistrats de Suède en 1993, et en 1995 à un débat médiatisé à l'échelle nationale sur l'utilisation de jeunes enfants pour la vente des billets de loterie.
Les années suivantes, Demitz a revu et réécrit des textes anglais pour des personnes et organisations suédoises, y compris l’Institut Karolinska en 2005.

### Divertissement

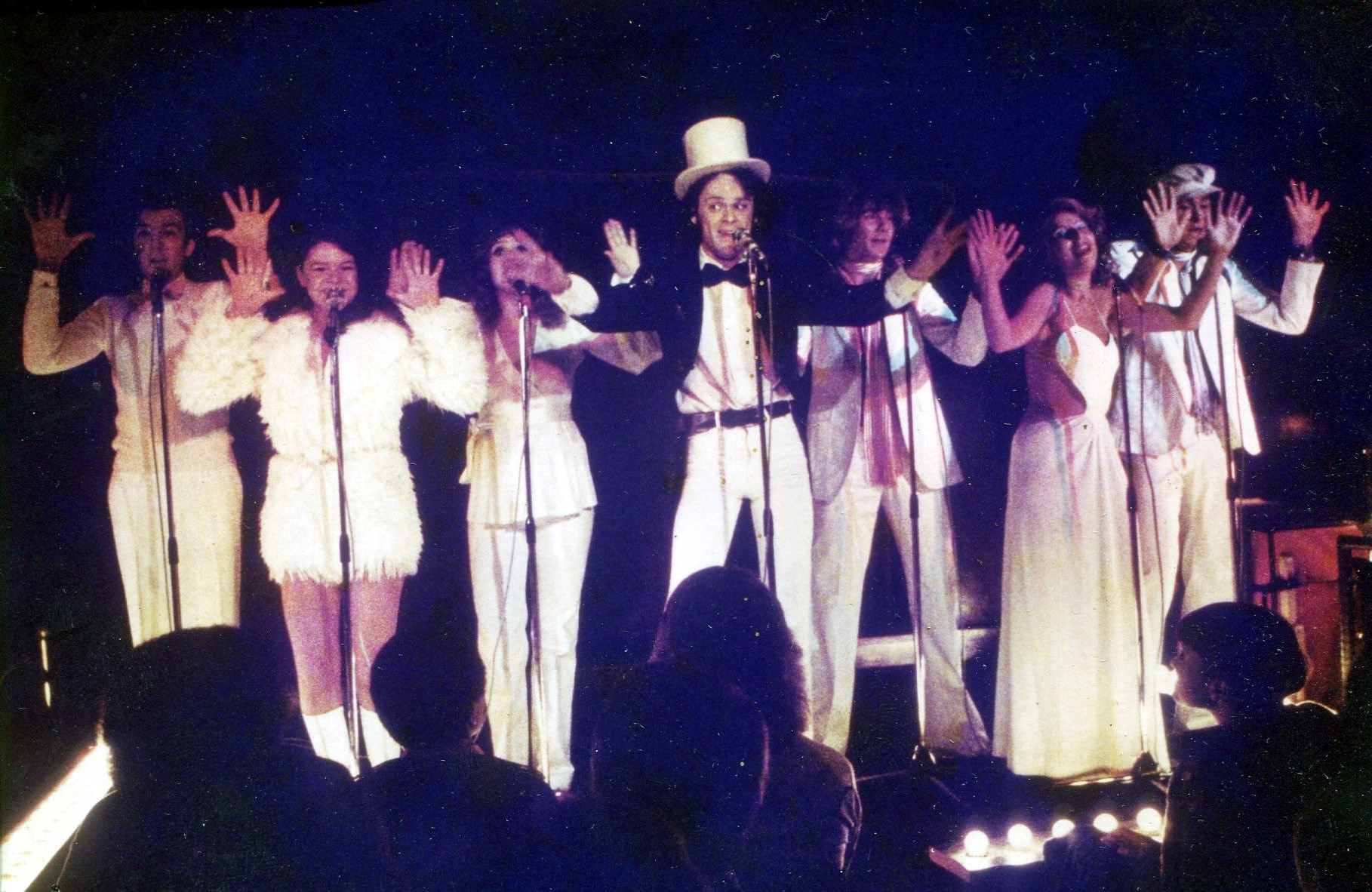
Lars Jacob et son ensemble du cabaret AlexCab à Alexandra’s à Stockholm en 1975.

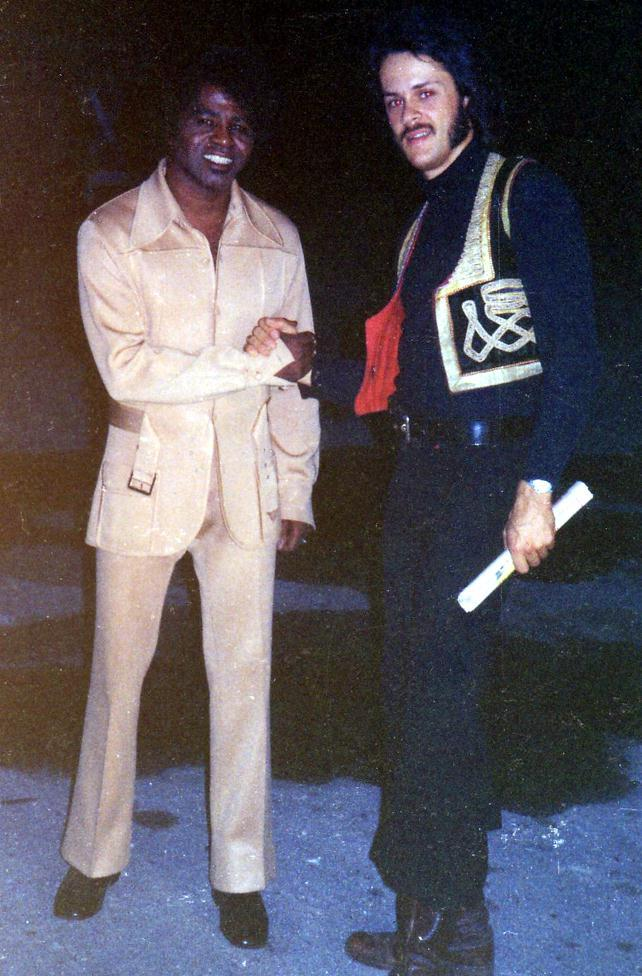
James Brown et le DJ Lars Jacob à Tampa en 1972.

Jacob Truedson Demitz a fait son début en tant que chanteur solo à l'âge de neuf ans dans l'un des programmes de télévision de sa mère à Chicago. Son début sur scène a été fait dans une comédie musicale suédoise en 1968.
Ayant obtenu son studentexamen cette année-là (1968) à Danderyd en Suède, il a retraversé deux ans plus tard l'Atlantique pour déménager en Floride, où il est apparu dans la presse de la région de la baie de Tampa en tant qu'invité vedette des talk-shows de Herb Hunt et George Michelle. Sa voix avait été éduquée par Grete Menzel quand il vivait à Salzbourg en 1968-1969, et il a aussi habité la Grande Canarie. Il a l'anglais et le suédois comme langues principales et parle couramment allemand, français et espagnol, ainsi que des expressions d'un certain nombre d'autres langues.
Comme DJ à Stockholm, il avait travaillé pour Alexandra Charles, la reine suédoise des discothèques, et à son retour en 1975 il est devenu son directeur de divertissement, en montant pour elle à Stockholm, et aussi à Göteborg, des spectacles renommés qu'il avait créés plus tôt à Miami Beach. Parmi les fans de ses cabarets décadents, il y avait les membres d'ABBA et le champion de tennis Björn Borg, qui ont vu la fondation d'un nouvel espace turbulent dans le divertissement de Suède. Sa position au célèbre club de Charles lui a donné l'occasion d'avoir un effet durable sur certains genres de divertissement suédois.
Le spectacle satirique de Lars Jacob Wild Side Story, qui a d'abord ouvert avec de jeunes Cubains réfugiés en 1973 à Miami Beach, a été représenté plus de 500 fois (1973-2004) en Floride, en Suède,, en Californie et en Espagne. Ce spectacle donnait du travail initial sur scène à des centaines de jeunes gens d'une grande variété de nationalités. Il a finalement été réalisé dans la vieille ville de Stockholm en 2013, célébrant les 40 ans depuis sa première en Floride.
Au 100e anniversaire de la naissance de Mae West en 1993, Demitz a créé une célébration très médiatisée en Suède. Cette même année et en 1995, il a fait une de ses prestations les plus appréciées en tant que Prästen (le prêtre), à un événement musical - Mariage de ferme - en plein air dans la ville natale de sa mère, Ludvika, et au Festival de l'eau de Stockholm au parc royal Kungsträdgården.

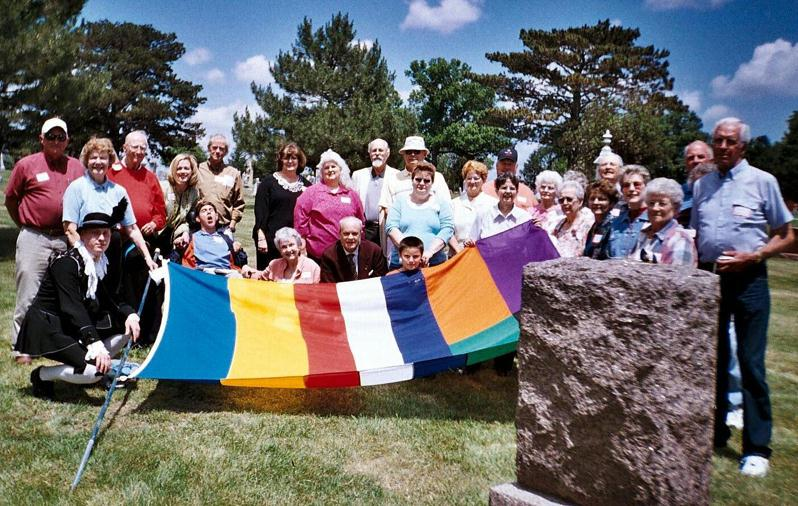
Réunion de l'association FamSAC « Famille Trued » dirigée par Jacob Truedson Demitz à Blair (Nebraska) en 2007.

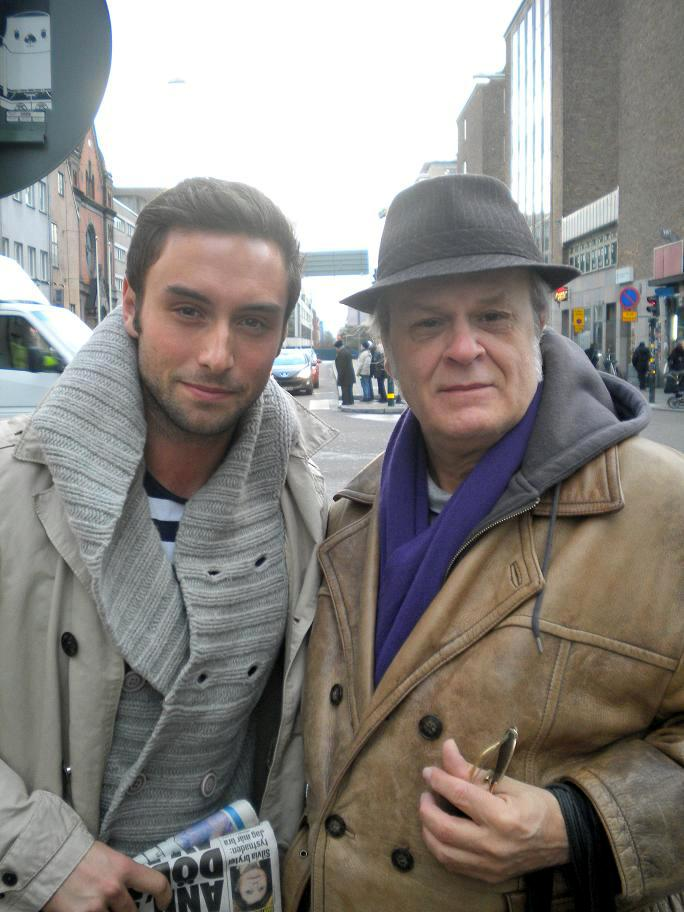
Måns Zelmerlöw et Lars Jacob (en tant que responsable de l'ensemble CabarEng) à Stockholm en 2010.

Jacob Truedson Demitz avait la position de directeur de la création de F.U.S.I.A., école de cabaret (1998-2005) qui, pour un projet jeunesse, des mains de Alice Bah (à partir de 2014 la ministre suédoise de la culture et la démocratie) a obtenu l'une des subventions Skandia Idées pour la vie en 2001. Depuis 2005, il est président du conseil d'administration de la fondation Southerly Clubs et depuis 2006 vice-président du FamSAC, une société internationale des familles de quelque 5 000 membres, parmi eux Mattias Klum et Siri von Reis. Il a organisé et accueilli des réunions et commémorations familiales internationales, certaines de grande ampleur, dans la capitale suédoise et dans les provinces de Södermanland, Scanie, Dalécarlie, ainsi qu'à New York, dans le New Jersey, le Michigan, le Minnesota, le Nebraska et le Wyoming.
Pour l'ensemble CabarEng, à partir de 2009 jusqu'à sa retraite en 2013, Lars Jacob a dirigé les cabarets du mardi soir tels que Cabaret Cabinet Bleu (CaCa Bleu) et ÄngelCab (« cabaret de l’ange », 2013), à Stockholm. Il est parti en tournée en 2011 avec le groupe jouant A Tribute Westward et Cabaret Large A-Cup dans des salles de Manhattan, Washington DC, Annapolis et Boston. À la retraite, il est toujours consulté par des groupes de cabaret, et ponctuellement il écrit ou donne des conférences en tant que communicant interculturel freelance.
Parmi les ensembles, projets d'enregistrements et orchestres de cabaret de Lars Jacob, il y a eu Thomas Dellert Dellacroix (débuts sur scène 1975), Anders Eljas (débuts comme chef d'orchestre 1975), Steve Vigil (débuts sur scène 1975), Graham Tainton, Christina Schollin, Camilla Henemark, Johanna Lind Miss Suède 1993 (débuts à la télévision 1993), Max von Sydow, Helena Mattsson, Mohombi Moupondo (débuts sur scène 2002), Kim Anderzon et Kjerstin Dellert. Il a vécu avec Vigil de 1974 à 1982.

### Autres activités

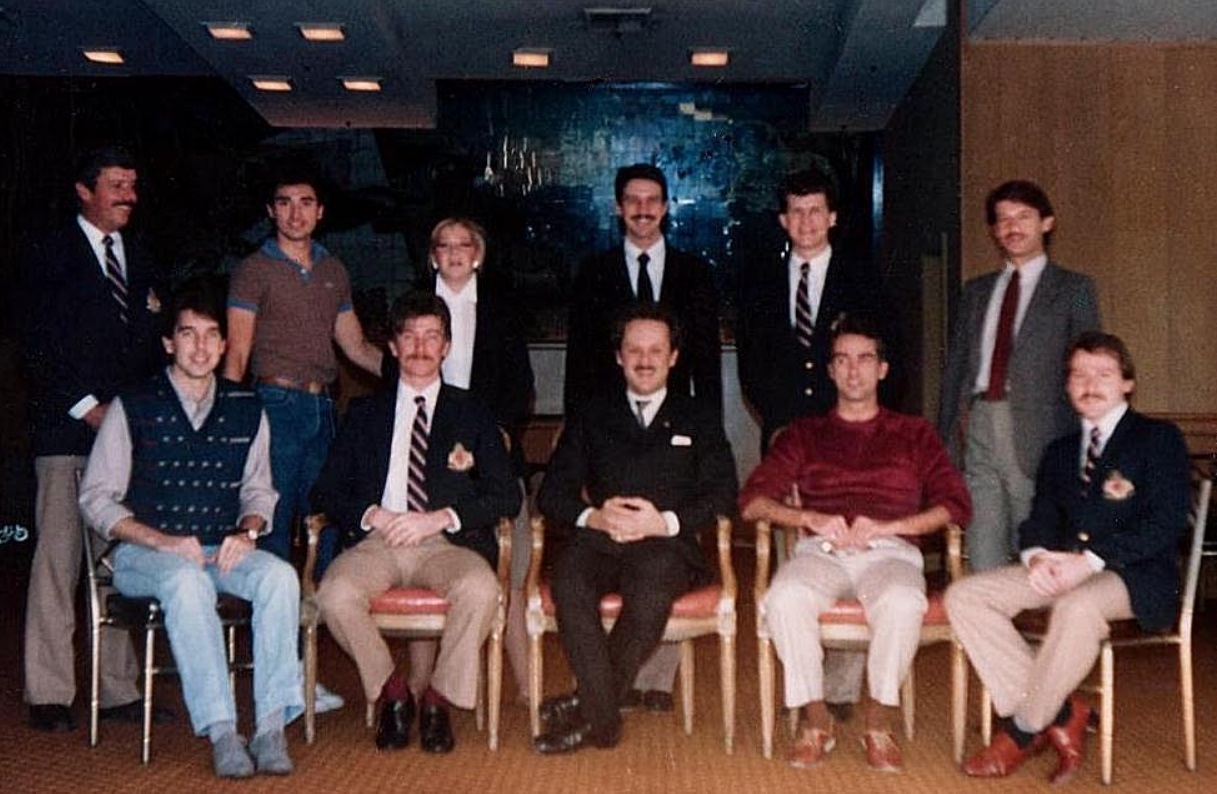
Jacob Truedson Demitz et son personnel de réception (hôtel) à Beverly Hills en 1982.

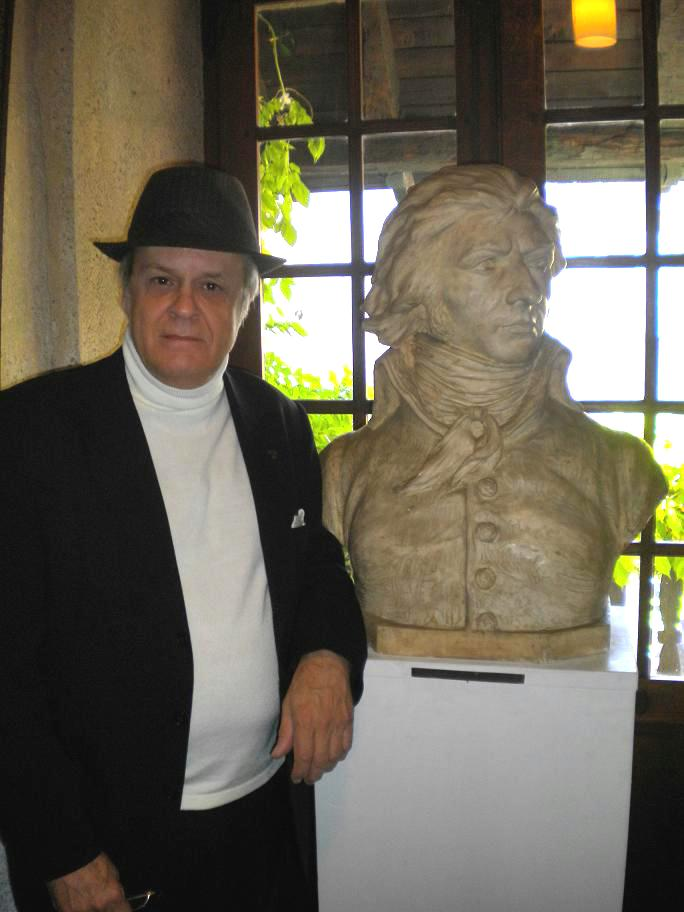
Jacob Truedson Demitz visite le musée Bernadotte à Pau en 2010.

Jacob Truedson Demitz a été employé par Beverly Hills Hotel en Californie de 1976 à 1984 comme chef de département réception et Duty Manager. Il lui a également été décerné une petite décoration en 1993 pour diverses actions dans sa patrie de Dalécarlie par l'Association des Patries Suédoises (Sveriges hembygdsförbund) qui a pour organisations membres plus de 1 900 sociétés locales de toutes les régions du pays.